# کیم نام سون
کیم نام سون (انگلیسی: Kim Nam-sun؛ زادهٔ ۳ مهٔ ۱۹۸۱) بازیکن هندبال اهل کره جنوبی است.